# Graphigona antica
Graphigona antica är en fjärilsart som beskrevs av Walker 1857. Graphigona antica ingår i släktet Graphigona och familjen nattflyn. Inga underarter finns listade i Catalogue of Life.